# Iwan Iwanowitsch Stelmach
Iwan Iwanowitsch Stelmach (russisch Иван Иванович Стельмах; * 22. Januarjul. / 3. Februar 1882greg. im Dorf Omelenetz, Kreis Brest-Litowsk; † 2. Dezember 1957 in Smolensk) war ein Offizier der sowjetischen Geheimpolizei NKWD. Im Frühjahr 1940 befehligte er das Exekutionskommando von Katyn, dem mehr als 4000 polnische Offiziere und Fähnriche zum Opfer fielen.

## Leben
Stelmach stammte aus einer armen Bauernfamilie. In seiner Kindheit wurde er von seinen Eltern zur Feldarbeit und zum Hüten von Vieh herangezogen, er besuchte nur unregelmäßig die Schule und machte keinen Schulabschluss.
Von 1903 bis 1909 diente er in der Kaiserlich-Russischen Armee, er beendete den Dienst als Obersergeant. Von 1909 bis 1911 war er Eisenbahner, am Bahnhof von Smolensk fertigte er Züge ab. 1911 bis 1914 arbeitete er in einer Munitionsfabrik in Sankt Petersburg. Mit dem Kriegsbeginn wurde er wieder zur russischen Armee eingezogen. 1915 geriet er in deutsche Kriegsgefangenschaft, bis zum Kriegsende 1918 war er im Lager Tuchel (Westpreußen) interniert.
Nach seiner Rückkehr nach Russland trat er im November 1918 in Smolensk der Geheimpolizei Tscheka (später: OGPU, NKWD, NKGB) bei. Von 1928 an nahm er an Erschießungen von „Volksfeinden“ teil. Laut den Akten wurden bis 1939 im Bezirk Smolensk 7931 „Volksfeinde“ unter seiner Beteiligung erschossen. In einer dienstlichen Beurteilung hieß es über ihn: „Wenig gebildet, politischer Analphabet, aber der Sache grenzenlos ergeben.“ 1938 wurde er zum Kommandanten des dem NKWD unterstehenden und vom allgemeinen Strafvollzug getrennten „inneren Gefängnisses“ von Smolensk ernannt. Im selben Jahr nahm ihn die kommunistische Partei als Vollmitglied auf.
Stelmach blieb in den Reihen der militärisch organisierten Geheimpolizei bis zu seiner Pensionierung im Rang eines Oberstleutnants 1946. Er verbrachte seinen Lebensabend in Smolensk. Nach Berichten von Zeitzeugen, die die russische Presse ein halbes Jahrhundert später aufspürte, war er zuletzt unheilbar krank und ist „unter fürchterlichen Qualen“ gestorben. Er wurde in Smolensk beigesetzt.

## Rolle beim Massaker von Katyn
Im März 1940 bekam er vom stellvertretenden NKWD-Chef Wsewolod Merkulow den Auftrag, mit seinen Untergebenen die Erschießung der dafür vorgesehenen polnischen Kriegsgefangenen aus dem Sonderlager Koselsk durchzuführen. Die Exekution von rund 4400 Gefangenen zog sich vom 5. April 1940 bis zum 12. Mai hin. Bei der Untersuchung des Verbrechens durch die russische Militärstaatsanwaltschaft 1992 sagte ein ehemaliger NKWD-Soldat über Stelmach: „Mit einer Angelegenheit wie dem Erschießen von Leuten kam nicht jeder zurecht. Aber er tat es mit Vergnügen.“
Im Oktober 1940 bekam er als Anführer des Exekutionskommandos von Katyn ebenso wie Wassili Blochin vom Exekutionskommando von Kalinin, wo zur selben Zeit polnische Offiziere und Polizisten erschossen worden waren, auf Befehl von NKWD-Chef Lawrenti Beria eine Geldprämie „für die erfolgreiche Ausführung von Sonderaufgaben“.
Nach dem Rückzug der Wehrmacht aus dem Gebiet Smolensk im Herbst 1943 wurde Stelmach wiederum von Merkulow beauftragt, angebliche Kollaborateure, die den Deutschen bei den Exhumierungsarbeiten im Wald von Katyn geholfen hatten oder von diesen als Zeugen benannt worden waren, aufzuspüren und zu erschießen.
Nach Kriegsende bekam er 1945 für seine Beteiligung an den Exekutionen von 1940 und 1943 sowie an der Beseitigung von Spuren den Lenin-Orden sowie den Rotbannerorden.